# Лакур-Делатр, Луи Мишель
Луи Мишель Лакур-Делатр (фр. Louis Michel Lacour Delâtre), также Луи Делатр, Луиджи Делатр (фр. Louis Delâtre, итал. Luigi Delâtre; 9 мая 1815, Париж — 29 сентября 1893, Руан) — французский писатель, драматург, либреттист, переводчик, филолог-любитель. Свои работы писал на французском и итальянском языках.

## Биография
О его жизни известно очень мало. Родился во Франции, но вырос в Италии, в 1831 году вернулся во Францию. С 1834 года много путешествовал по Европе, завёл знакомства с рядом писателей и самостоятельно изучал иностранные языки, причём не только западноевропейские, но также греческий, арабский и турецкий, в том числе проводя много времени во французской Национальной библиотеке. Известно, что он состоял некоторое время на французской дипломатической службе в консульствах на Ближнем Востоке, а в конце жизни уехал во Флоренцию, где преподавал.
Выступил с «Chants d’un voyageur» (Лозанна, 1840), a затем «Chants de l’ехil» (Париж, 1843); после того вышла его комедия «Timon d’Athènes» (Женева, 1844), подражание Шекспиру, и ряд переводов с итальянского, немецкого, голландского, английского и испанского, которые публиковались в l’Artiste и Journal des Savants.
Самостоятельные работы Делатра: «Dictionnaire des racines hébraïques» (Париж, 1846); «Les cinq conjugaisons de la langue française» (1851), «Yelaguine, moeurs russes» (1853); «La langue française dans ses rapports avec le sanscrit» (Париж, 1854); «Canti e pianti» (1859); «Mots italiens d’origine allemande» (1872).